# 佛朗哥·贝内代蒂
佛朗哥·贝内代蒂（義大利語：Franco Benedetti，1932年10月30日—），意大利男子摔跤运动员。他曾代表意大利参加世界摔跤锦标赛，获得一枚铜牌。他也曾参加1952年和1960年夏季奥林匹克运动会。